# 敷衍
《敷衍》是香港歌手王菲的第10張，也是最後一張全粵語錄音室專輯。此專輯於1996年秋季錄製，原計劃於1996年底或1997年初發行，最終於2015年11月22日以完整專輯的形式發表。一共10首歌曲，1首是翻唱。專輯整體風格延續上張粵語專輯《Di-Dar》的Trip hop曲風，全碟歌詞均由林夕一手包辦。

## 發行背景
此專輯在1996年尾錄製完成前，王菲至少已有8個月身孕，並不適合參與專輯發行后的宣傳活動。加上王菲已決定不再與新藝寶公司續約，基於商業考量下，最後新藝寶決定取消以完整專輯發行的形式，並在之後將這10首已錄製完畢的曲目分拆推出，分別在：《玩具》EP、《自便》EP、《菲賣品》精選及《Faye Best》精選中，以未公開新歌的名義發表。
2015年，王菲的歌迷謝琦向歌曲的版權方環球唱片購得版權，并通過其成立的公司“浮躁音樂”將這10首歌曲首次以完整專輯的形式出版發行。曲順是浮躁音樂與唱片公司商議下的結果，而封面及內頁則來自於1997年王菲為日本雜誌《Switch》拍的寫真。

## 曲目
| 曲序     | 曲目     | 作曲        | 编曲        | 时长  |
| -------- | -------- | ----------- | ----------- | ----- |
| 1.       | 敷衍     | 黃家強      | Adrian Chan | 4:20  |
| 2.       | 暗湧     | 陳輝陽      | 陳輝陽      | 4:22  |
| 3.       | 心驚膽戰 | 張亞東      | 張亞東      | 4:19  |
| 4.       | 守護天使 | 黃家強      | Adrian Chan | 3:43  |
| 5.       | 守時     | 陳小霞      | Alex San    | 4:16  |
| 6.       | 不得了   | C.Y. Kong   | C.Y. Kong   | 3:53  |
| 7.       | 玩具     | C.Y. Kong   | C.Y. Kong   | 3:00  |
| 8.       | 我信     | Adrian Chan | Adrian Chan | 4:49  |
| 9.       | 自便     | Adrian Chan | Adrian Chan | 5:00  |
| 10.      | 約定     | 陳小霞      | Adrian Chan | 4:25  |
| 总时长： | 总时长： | 总时长：    | 总时长：    | 42:03 |

## 發行歷史
| 地區 | 發行日期       | 發行公司              | 版本與介質        | 編號      |
| ---- | -------------- | --------------------- | ----------------- | --------- |
| 香港 | 2015年11月22日 | 浮躁音樂/香港環球唱片 | CD                | 888 888-2 |
| 香港 | 2016年5月12日  | 香港環球唱片          | SACD              | 8889453   |
| 香港 | 2020年11月12日 | 香港環球唱片          | CD (24K Gold系列) | 3503381   |
| 香港 | 2021年12月15日 | 香港環球唱片          | LP (ARS系列)      | 383 288-2 |